# Nowaja Romanowka
Nowaja Romanowka (ros. Новая Романовка) – wieś (sieło) w Rosji, w obwodzie briańskim, w rejonie mglińskim. W 2010 liczyła 582 mieszkańców.